# Unión de los Campesinos y Verdes Lituanos
La Unión de los Campesinos y Verdes Lituanos (en lituano: Lietuvos valstiečių ir žaliųjų sąjunga, LVŽS); anteriormente conocido como la Unión Popular Campesina Lituana (Lietuvos valstiečių liaudininkų sąjunga, LVLS) es un partido político agrario en Lituania dirigido por el agricultor industrial Ramūnas Karbauskis.

## Historia
En febrero de 2006, la Unión de Campesinos y del Nuevo Partido Democrático liderado por la política Kazimira Prunskienė optaron por cambiar el nombre del mismo después del partido original que se fundó antes de la guerra, "Unión de los Campesinos Populares Lituanos". Anteriormente se había conocido como "Valstiečių ir Naujosios demokratijos partijų sąjunga", o VNDPS, que se traduce como "Unión de Campesinos y Nuevos Partidos Democráticos" o "Unión de Campesinos y Partes de Nueva Democracia". Este nombre se deriva de su origen como una coalición electoral entre el Partido Campesino Lituanio (Lietuvos Valstiečių Partija) y el Nuevo Partido Democrático (Naujosios demokratijos Partija), que se fusionó para formar la Unión Popular Campesina Lituana.
Cambió su nombre por la actual Unión de los Verdes y Campesinos Lituanos en enero de 2012.

## Resultados electorales
En las elecciones al Parlamento Europeo de 2004, el partido ganó 7.4% de los votos y ganó un diputado, y más tarde se unió al Grupo Unión por la Europa de las Naciones.
Su candidata Kazimiera Prunskienė obtuvo 21,4% de los votos en la primera ronda y el 47,4% en la segunda vuelta en las elecciones presidenciales de 2004. En las elecciones parlamentarias de 2004, el partido ganó 6.6% del voto popular y 10 de 141 asientos.
En las elecciones parlamentarias de 2008, el partido experimentó fuertes pérdidas, reteniendo sólo 3 de sus 10 asientos anteriores en el Seimas y el 3,74% de la votación nacional, continuando la tenencia del partido en la oposición.
En las elecciones al Parlamento Europeo de 2009 el partido obtuvo un mero 1,82% y pierde su representación.
En las elecciones parlamentarias de Lituania de 2012, el partido obtuvo el 3,88% de la votación popular, y perdió dos MP más en comparación con la última elección, siendo representado por un solo miembro del partido en el principal cuerpo legislativo de Lituania.
En las elecciones al Parlamento Europeo de 2014, el partido se aseguró 1 asiento en el parlamento ganando 6,25% del voto nacional. Después de la elección, el partido anunció que estaba  considerando unirse al grupo del Partido Popular Europeo (PPE). Sin embargo, el MEP, Bronis Ropė, declaró que finalmente el partido se unió al grupo de Los Verdes / Alianza Libre Europea (Greens-EFA).
En las elecciones parlamentarias de 2016 el partido pasó de un representante a 54, superando en escaños a los dos partidos dominantes Unión de la Patria y el Partido Socialdemócrata Lituano. El partido agrario formó coalición con los socialdemócratas, donde 11 de los 14 miembros del gabinete ministerial fueron de los Campesinos y Verdes.
.
En las elecciones al Parlamento Europeo de 2019, la formación obtuvo 2 eurodiputados e incrementó notablemente su votación al 12,57%. 

## Historial electoral

### Seimas
| Año   | Votos        | %     | Escaños | +/- | Gobierno  |
| ----- | ------------ | ----- | ------- | --- | --------- |
| 2004* | 78 902 (#6)  | 6,6   | 10/141  |     | Coalición |
| 2008  | 46 162 (#9)  | 3,73  | 3/141   | 7   | Oposición |
| 2012  | 53 141 (#8)  | 4,05  | 1/141   | 2   | Oposición |
| 2016  | 274 108 (#2) | 22,45 | 54/141  | 53  | Coalición |
| 2020  | 204 780 (#2) | 18,07 | 32/141  | 22  | Oposición |

*En estas elecciones, participó en una alianza con el Partido Nueva Democracia.